# Japanse bezetting van Kiska
De Japanse bezetting van Kiska vond plaats tussen 6 juni 1942 tot 28 juli 1943 als onderdeel van de Slag om de Aleoeten tijdens de Pacifische Oorlog in de Tweede Wereldoorlog. Het Japanse Keizerrijk bezette Kiska en het nabijgelegen Attu om de noordelijke flank van het Japanse Rijk te beschermen.
De enige Amerikaanse militaire aanwezigheid was het personeel van een weerstation, dat uit tien mannen bestond, tegenover 5400 Japanners. De Japanse troepen bestormden het station en doodden twee Amerikanen. De overige acht werden als krijgsgevangenen naar Japan gestuurd.

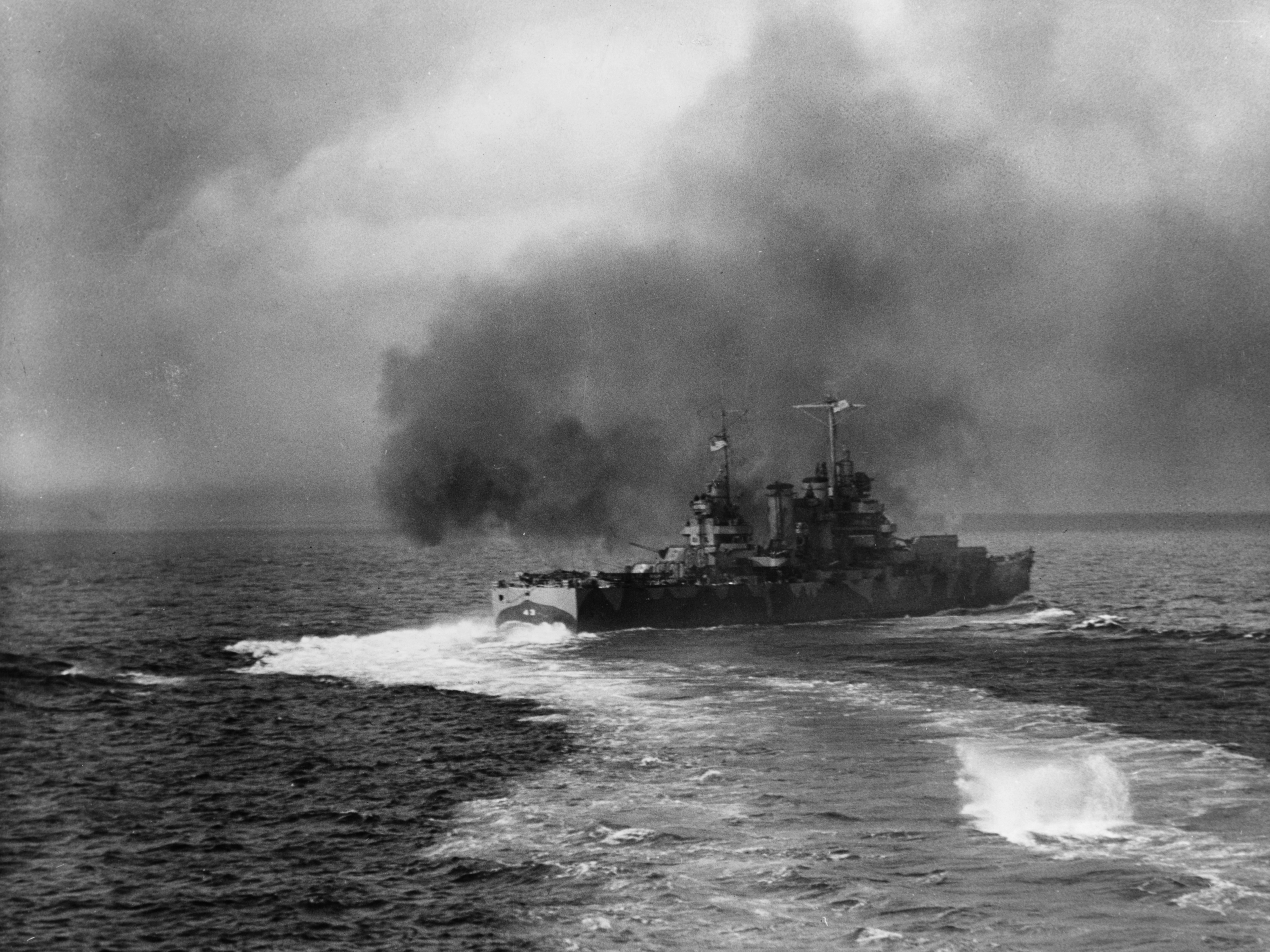
De USS Nashville bombardeert Kiska op 8 augustus 1942

Vanwege de dreiging die Japan nu had op het Amerikaanse vasteland, na de aanval op Pearl Harbor en de bezetting van de Aleoeten werd besloten dat er een snelle weg moest zijn om troepen te kunnen verplaatsen vanuit de Verenigde Staten naar Alaska. Het United States Army ging op 6 februari 1942 akkoord met de aanleg van de "Alaska Highway". Vijf dagen later gaven ook het Amerikaanse Congres en president Franklin D. Roosevelt hiervoor hun toestemming.
Als reactie op de Japanse bezetting, begonnen de Amerikaanse en Canadese luchtmachten (USAAF en RCAF) met het bombarderen van Kiska. Amerikaanse oorlogsschepen blokkeerden en beschoten enkele keren het eiland. Verschillende Japanse oorlogs- en transportschepen en onderzeeërs die naar Kiska of Attu wilden varen werden beschadigd of tot zinken gebracht.
In mei 1943 landden de Amerikaanse strijdkrachten op Attu en vernietigden daar het Japanse garnizoen in de slag om Attu. Hierop evacueerde de Japanse Keizerlijke Marine met succes het garnizoen op Kiska, op 28 juli 1943, waarmee de Japanse bezetting beëindigd was. De Slag om de Aleoeten eindigde pas echt op 15 augustus 1943, toen Amerikaanse en Canadese troepen, niet zeker van de Japanse evacuatie, op het eiland landden en het veiligstelden.